# Agriornis lividus
Agriornis lividus là một loài chim trong họ Tyrannidae.